# Остарит ћемо
Остарит ћемо је шести албум Османа Хаџића, издат је  2000. године за издавачку кућу In Takt Records.

## Списак песама
| №   | Назив                                  | Трајање |  |
| 1.  | Само је вријеме на мојој страни        |         |  |
| 2.  | Гдје је сјевер                         |         |  |
| 3.  | Љубави                                 |         |  |
| 4.  | Хладна зима                            |         |  |
| 5.  | Остарит ћемо                           |         |  |
| 6.  | С пјесмом и гитаром                    |         |  |
| 7.  | Моја прва љубав                        |         |  |
| 8.  | Иду године                             |         |  |
| 9.  | Ја јој тријезан не смије (Бонус песма) |         |  |
| 10. | Обриши сузе баксузе (Бонус песма)      |         |  |
| 11. | У лудници (Бонус песма)                |         |  |